# Kazimír
Kazimír (in ungherese Kázmér) è un comune della Slovacchia facente parte del distretto di Trebišov, nella regione di Košice.